# Lophozia laxa
Lophozia laxa là một loài Rêu trong họ Jungermanniaceae. Loài này được (Lindb.) Grolle mô tả khoa học đầu tiên năm 1968.